# Phường 1, Vũng Tàu
Phường 1 là một phường nội ô thuộc thành phố Vũng Tàu, tỉnh Bà Rịa – Vũng Tàu, Việt Nam.
Phường được thành lập vào năm 1986 trên cơ sở tách ra từ phường Châu Thành cũ. Trung tâm lịch sử của Vũng Tàu bao gồm các cơ quan Nhà nước, công viên Bãi Trước, Nhà thờ Vũng Tàu và Chợ cũ nằm trên địa bàn của phường này.

## Địa lý
Phường 1 nằm ở trung tâm thành phố Vũng Tàu, có vị trí địa lý:
- Phía đông giáp Phường 3 và Phường 4 bởi các đường Bà Triệu, Lê Lai và Trương Công Định.
- Phía tây giáp Vịnh Tầm Dương (vịnh Bãi Trước), biển Đông.
- Phía nam giáp Phường 2 bởi đường Trương Công Định và Hạ Long.
- Phía bắc giáp Phường 4, Phường 5 và phường Thắng Nhì.

Phường có diện tích 1,37 km², dân số năm 2004 là 12.243 người, mật độ dân số đạt 8.934 người/km².
Về mặt địa hình, phường được chia thành hai vùng tương phản rõ rệt:
- Vùng đồi núi phía tây bắc chiếm khoảng 1/3 diện tích phường là phần phía Nam của dãy Núi Lớn. Trong đó đỉnh Tương Kỳ cao 245m cũng là điểm cao nhất Vũng Tàu.
- Vùng đất bằng ở trung tâm đến phía đông nam, kẹp giữa hai dãy Núi Lớn và Núi Nhỏ.

## Hành chính
Phường được chia thành 4 khu phố, đánh số từ 1 đến 4.

## Lịch sử

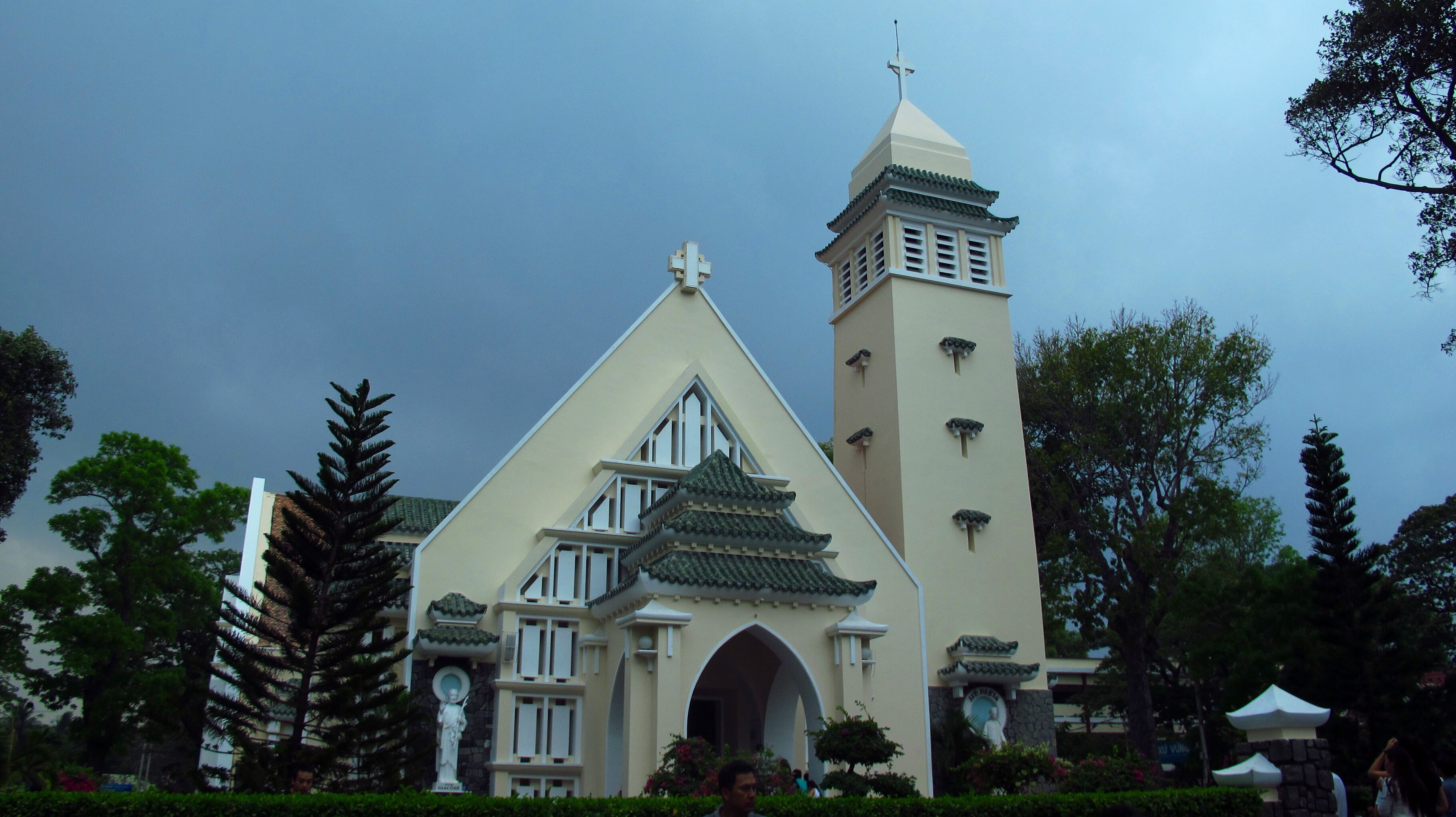
Nhà thờ Vũng Tàu

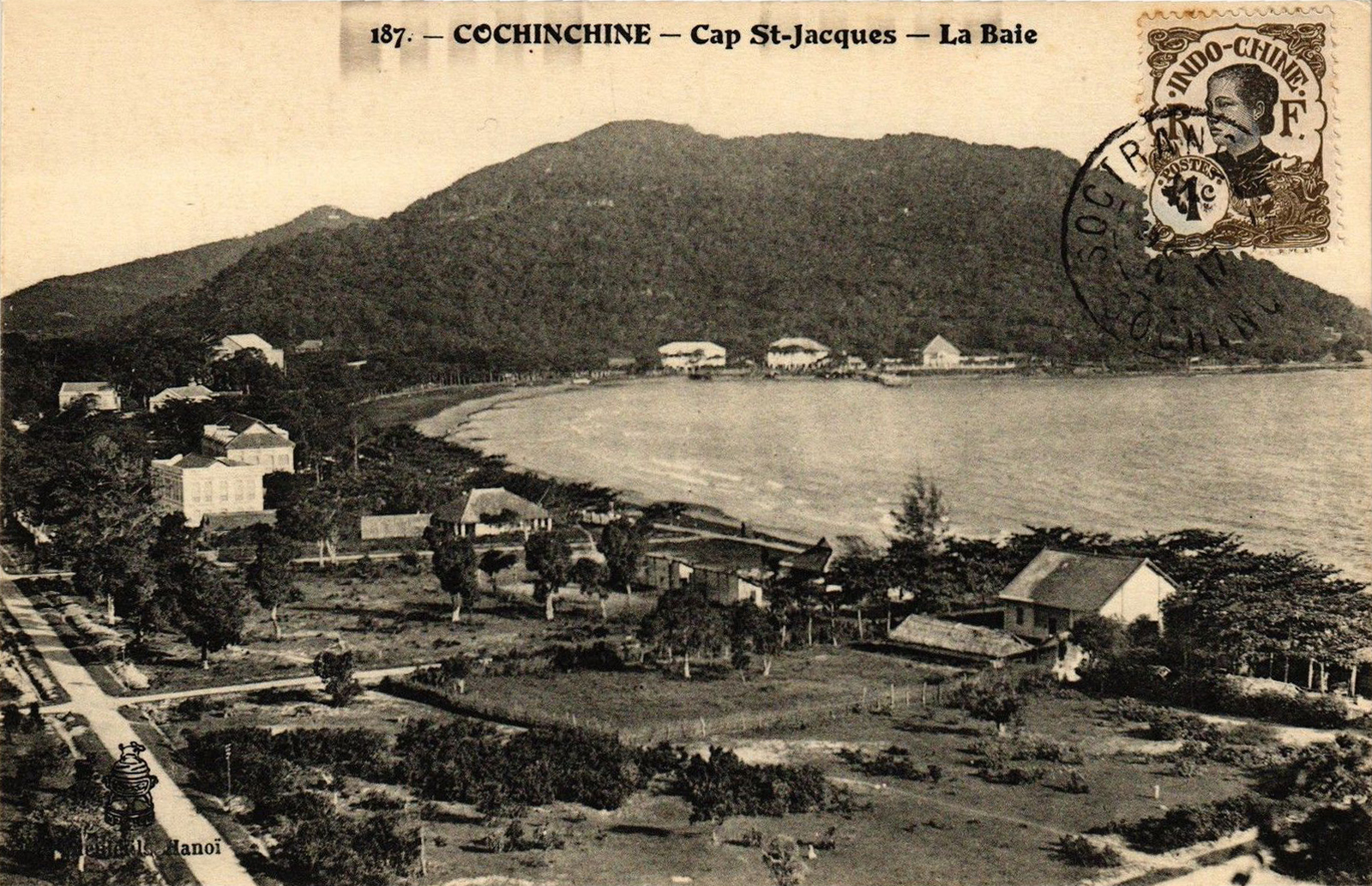
Bãi Trước thời đầu thế kỷ 20 trong một bưu thiếp thuộc địa

Lịch sử phường 1 gắn liền với quá trình di dân lập nghiệp của người Việt và xâm chiếm thuộc địa của người Pháp tại Vũng Tàu. Vào thời vua Gia Long (1802-1820), để kiểm soát và bảo vệ khu vực vịnh Ghềnh Rái, cửa biển Cần Giờ, triều đình đã cử 3 đội binh lính (gọi là "thuyền") đến vùng đất Vũng Tàu trấn giữ. Ba thuyền này gồm Thắng Nhất, Thắng Nhị, Thắng Tam. Theo miêu tả trong Địa bạ triều Nguyễn của Nguyễn Đình Đầu, khu vực phường 1 hiện nay nằm trên địa bàn làng Thắng Tam cũ, có vị trí bao gồm toàn bộ khu vực phường 1, 2, 4, 8, Thắng Tam, Nguyễn An Ninh. Triều đình cũng nhiều đồn luỹ quân sự phòng thủ, trong đó pháo đài Phước Thắng xây dựng năm Minh Mệnh thứ 7 (1839) nằm ngay trên sườn núi gần hòn Ngoạ Ngưu là đồn thủ chính có nhiệm vụ phối hợp với các thành luỹ bên Cần Giờ và dọc theo sông Lòng Tàu.
Sau khi xâm chiếm thành công Lục tỉnh Nam Kỳ, người Pháp đã phát triển Vũng Tàu thành đô thị nghỉ dưỡng và phòng thủ chiến lược cho Sài Gòn, đặt tên là Cap Saint Jacques. Theo quy hoạch ban đầu, người Pháp đặt trung tâm đô thị mới ở dọc theo Bãi Trước, bao gồm Toà thanh tra (L'Inspection), khách sạn Grand và Bưu điện Cap Saint Jacques. Năm 1898, Toàn quyền Paul Doumer cho xây dựng toà Bạch Dinh (Villa Blanche) ngay trên nền pháo đài Phước Thắng cũ và hàng chục dinh thự ở khu vực Bãi Trước làm nơi giải trí, nghỉ ngơi cho quan chức thuộc địa và của Nam Kỳ. 

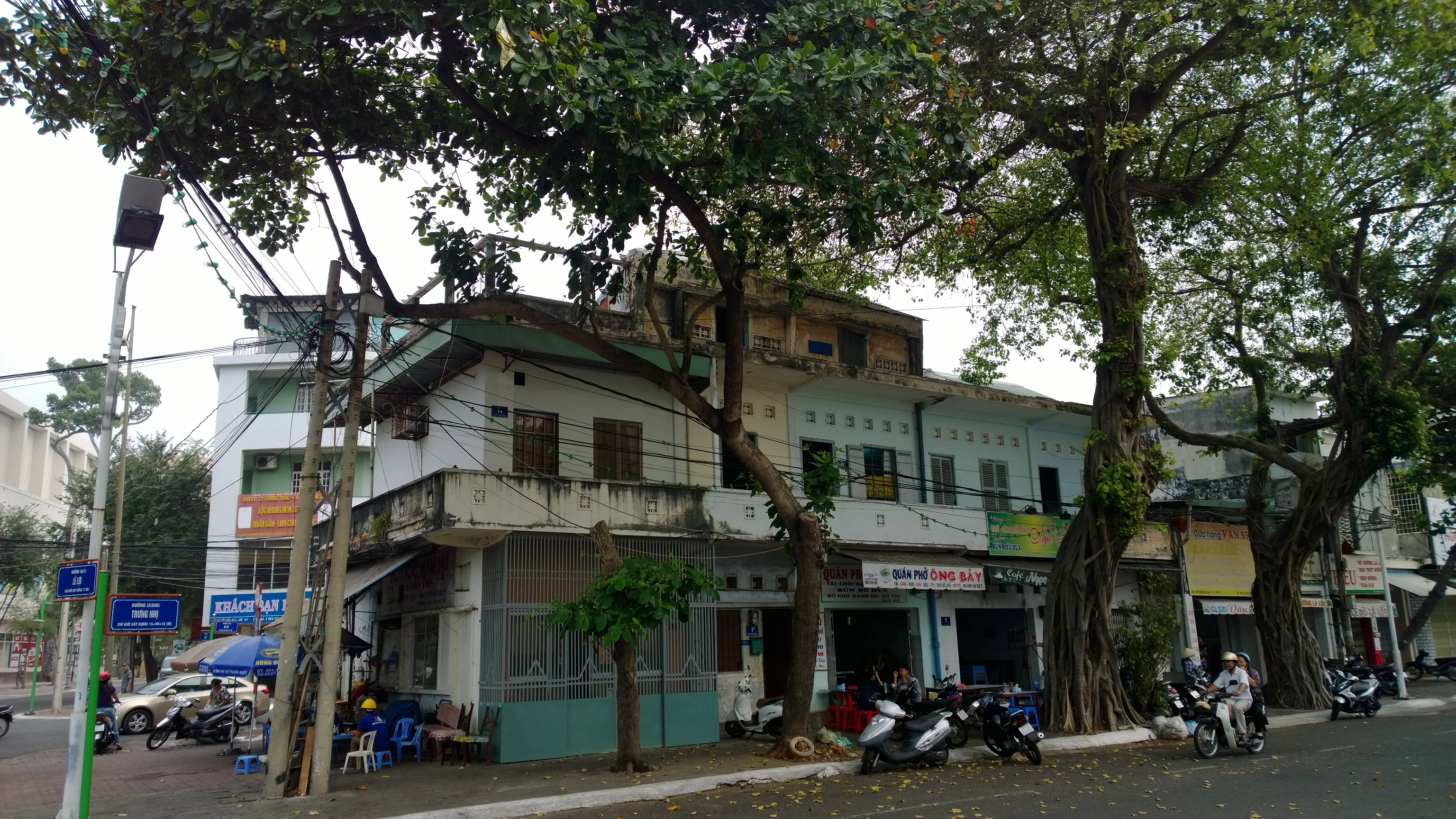
Dãy nhà phố thời Pháp ở đầu ngã ba Trưng Nhị - Lê Lợi

Năm 1939, chính quyền thuộc địa Pháp xây dựng một bệnh xá dành cho dân chúng với quy mô 5 giường bệnh và một phòng hộ sinh. Đây là tiền thân của bệnh viện Lê Lợi ngày nay.

### Thời Việt Nam Cộng Hòa
Dưới thời Việt Nam Cộng hòa, địa bàn phường 1 hiện nay thuộc xã Vũng Tàu, quận Vũng Tàu, tỉnh Phước Tuy. Các khách sạn và nhà nghỉ ở khu Lam Sơn trở thành các dinh thự nghỉ mát cho quan chức chính quyền Sài Gòn. Nhiều quán bar phía đường Lý Thường Kiệt và đường Quang Trung được mở ra phục vụ cho binh lính ngoại quốc trú đóng ở Vũng Tàu.
Năm 1962, ông Nguyễn Hiệp, một người Bắc di cư, mở rạp Duy Tân trên đường Duy Tân ở gần khu Xóm Mới. Rạp có kiến trúc giống như rạp Thành Thái ở Bà Rịa.
Ngày 30 tháng 3 năm 1965, Thủ tướng Việt Nam Cộng hòa ban hành Sắc lệnh số 55/SL-NV chia địa phận thị xã Vũng Tàu thành nhiều khu phố. Đến ngày 22 tháng 8 năm 1972, Tổng trưởng Nội vụ chính quyền Việt Nam Cộng Hòa lại ban hành Nghị định số 553-BNV/HCĐP/NÐ, đổi các danh xưng "khu phố" của thị xã thành phường. Theo đó, khu phố Vũng Tàu trở thành phường Vũng Tàu.

### Thống nhất
Sau năm 1975, Vũng Tàu trở thành thị xã trực thuộc tỉnh Đồng Nai. Ngày 30 tháng 5 năm 1979, đặc khu Vũng Tàu – Côn Đảo được thành lập, phường Châu Thành (đổi tên từ phường Vũng Tàu) trực thuộc đặc khu này.
Trong giai đoạn này, chính quyền đặc khu thành lập trường THCS Châu Thành trên cơ sở trường Trung học Thánh Giuse bên cạnh Nhà thờ Vũng Tàu. Đồng thời, thành lập Nhà thiếu nhi đặc khu Vũng Tàu - Côn Đảo tại trụ sở Tòa thị sảnh cũ ở mặt tiền đường Quang Trung để làm nơi giáo dục ngoài nhà trường, tổ chức các hoạt động vui chơi, giải trí, tạo môi trường lành mạnh, phát triển năng khiếu, trí tuệ... cho thanh, thiếu nhi.
Ngày 14 tháng 5 năm 1986, Hội đồng Bộ trưởng ban hành Quyết định số 58-HĐBT. Theo đó:
- Sáp nhập 4 tổ dân phố với 633 người của phường Thắng Tam vào phường Châu Thành.
- Chia phường Châu Thành thành 2 phường lấy tên là Phường 1 và Phường 4.

Địa bàn phường 1 khi ấy kéo dài đến một nửa mặt Tây của Núi Nhỏ. Trụ sở phường 1 đặt tại số 94 đường Trần Hưng Đạo.
Ngày 12 tháng 8 năm 1991, đặc khu Vũng Tàu - Côn Đảo giải thể, Phường 1 trực thuộc thành phố Vũng Tàu, tỉnh Bà Rịa - Vũng Tàu. Trụ sở Hội đồng Nhân dân và Ủy ban nhân dân tỉnh đặt tại doanh trại cũ của bộ binh Pháp trên đường Thống Nhất, phía sau Nhà thờ Vũng Tàu.
Cùng năm này, thành lập trường THPT Chuyên Lê Quý Đôn tại số 58 Trần Hưng Đạo.

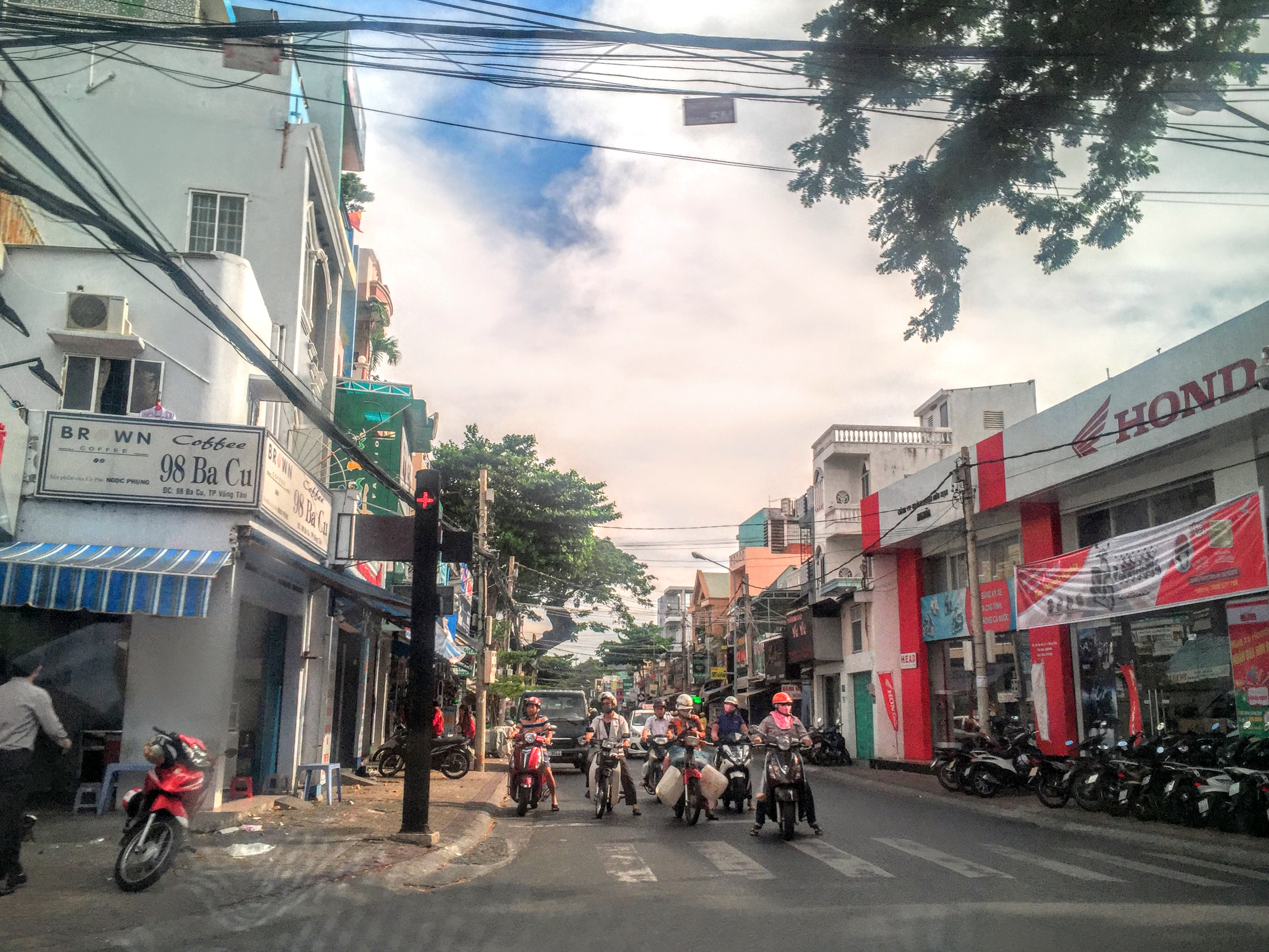
Đường Lê Lai tại góc đường Bacu & Lê Lai nhìn về phía Tây

Năm 2009, sau khi trường Lê Quý Đôn dời sang cơ sở mới tại phường 11, trường THCS Châu Thành chuyển tới cơ sở này.
Ngày 24 tháng 12 năm 2004, Chính phủ ban hành Nghị định 212/2004/NĐ-CP. Theo đó, điều chỉnh 127,78 ha diện tích tự nhiên và 712 người của Phường 1 về Phường 2 quản lý. Sau khi điều chỉnh địa giới hành chính, Phường 1 còn lại 137,04 ha diện tích tự nhiên với ranh giới như hiện nay.
Với đà phát triển kinh tế của thành phố và của tỉnh Bà Rịa-Vũng Tàu, nhiều cơ sở hạ tầng trên địa bàn phường được chỉnh trang sạch đẹp, hiện đại. Trong đó, Công viên Bãi Trước được xây dựng thành mảng xanh chính của thành phố với nhiều lối đi bộ xanh mát. Khu vực nền Chợ cũ được cải tạo thành quảng trường Trưng Vương. Đến thập niên 2010, hai khu đất trống còn sót lại cũng được chỉnh trang thành 2 công viên Quang Trung và Lê Quý Đôn. Riêng tại công viên Quang Trung, đoạn giáp đường Bacu được chuyển đổi thành Đường sách Vũng Tàu, góp phần tạo dấu ấn văn hóa đặc trưng cho thành phố biển.

## Chính trị
Hội đồng Nhân dân và Ủy ban Nhân dân phường 1 là hai cơ quan quyền lực Nhà nước ở địa phương này. Trong đó, Hội đồng nhân dân hiện tại là hội đồng nhân dân khóa 2021-2026, được bầu tại kỳ bầu cử Quốc hội khóa XV. Đứng đầu hội đồng nhân dân là Chủ tịch Hội đồng nhân dân. Trước đó, từ năm 2008 đến 2016, phường này không có hội đồng nhân dân, do thực hiện thí điểm không tổ chức hội đồng nhân dân.
Ủy ban Nhân dân là cơ quan chấp hành của Hội đồng nhân dân. Chủ tịch Ủy ban nhân dân phường 1 hiện này là bà Trần Thị Kim Loan.
Về mặt Đảng, Đảng ủy phường 1 là cơ quan lãnh đạo của Đảng Cộng sản Việt Nam tại địa phương. Bí thư Đảng ủy đương nhiệm là bà Nguyễn Thị Vân Anh.
Trụ sở Đảng ủy, Hội đồng nhân dân và Ủy ban nhân dân phường 1 đặt tại số 10 Thống Nhất, Phường 1, Tp. Vũng Tàu.

### Bầu cử
Ở cấp tỉnh, phường 1 thuộc đơn vị bầu cử số 1, gồm các phường 1, 2, 3, 4, 5, 7 và Thắng Tam, bầu ra 5 đại biểu cho Hội đồng nhân dân tỉnh Bà Rịa - Vũng Tàu.
Ở cấp thành phố, phường nằm trong đơn vị bầu cử số 1, cùng với các phường 3 và phường 7, bầu ra 5 đại biểu cho Hội đồng nhân dân thành phố Vũng Tàu.

## Cơ sở hạ tầng

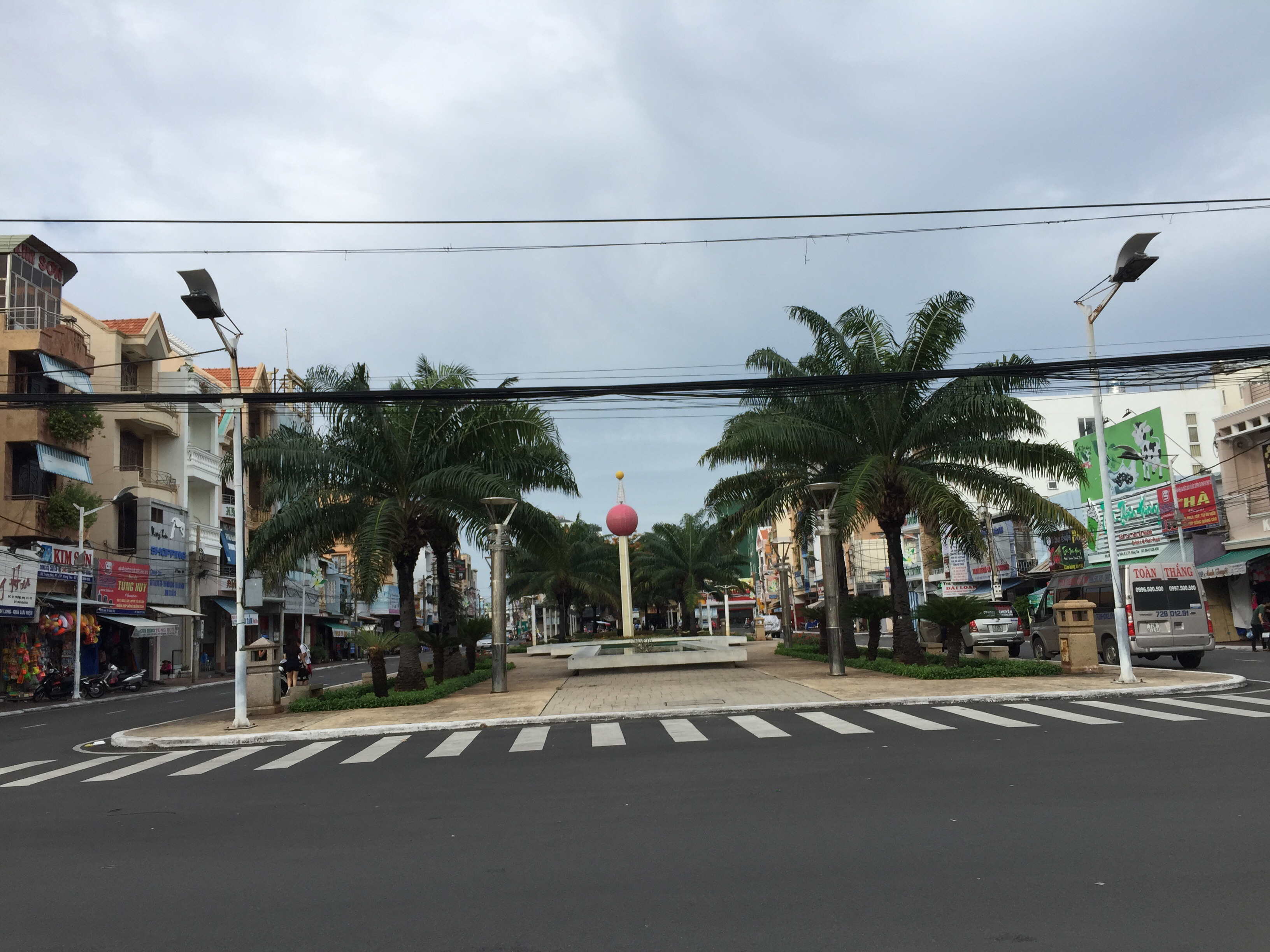
Quảng trường Trưng Vương được xây trên nền Chợ Vũng Tàu cũ

### Thương mại
Trên địa bàn phường 1 có nhiều tuyến đường tiêu biểu của thành phố. Trong đó, đường Quang Trung chạy dọc theo Bãi Trước là con đường mặt tiền chính của thành phố Vũng Tàu. Ngoài ra còn có đường Bacu, con phố thương mại sầm uất nối Ngã Năm ra Bãi Trước và đường Lê Lợi, nối Bãi Trước ra chân Núi Lớn và khu Thắng Nhì.
Ở phía trung tâm phường là khu vực Chợ Cũ, với Quảng trường Trưng Vương được xây dựng từ năm 2002. Đường Đồ Chiểu chạy từ Lý Thường Kiệt đến Lê Lai được mệnh danh là con phố ẩm thực đêm của Vũng Tàu.
Các ngân hàng thương mại đặt trụ sở trên đường Trần Hưng Đạo và dọc theo hai đường Trưng Trắc, Trưng Nhị.
Chợ Phường 1 nằm trên đường Lê Quý Đôn là một trong các chợ thực phẩm lớn của thành phố Vũng Tàu, chỉ sau Chợ Vũng Tàu (Chợ Mới) và chợ Rạch Dừa.
Ngoài ra, trong phường có một trung tâm thương mại là Lam Sơn Square, nằm tại đường Lê Lợi.

### Đường bộ
- Trần Phú
- Quang Trung
- Lê Lợi
- Lý Thường Kiệt
- Trưng Trắc
- Trưng Nhị
- Lê Quý Đôn, trước năm 1975 là Duy Tân
- Bacu, tên cũ là Nguyễn Thái Học
- Thống Nhất, tên cũ là Đại lộ Gia Long
- Lê Lai
- Bà Triệu

### Xe buýt
Có 4 tuyến xe buýt công cộng đi qua địa bàn phường 1:
- Tuyến số 4: Vũng Tàu - Bình Châu
- Tuyến số 6: Vũng Tàu - Phú Mỹ
- Tuyến số 22: Vũng Tàu - Phú Túc
- Tuyến 611: Vũng Tàu - Ngã tư Vũng Tàu (Biên Hòa)

### Công viên

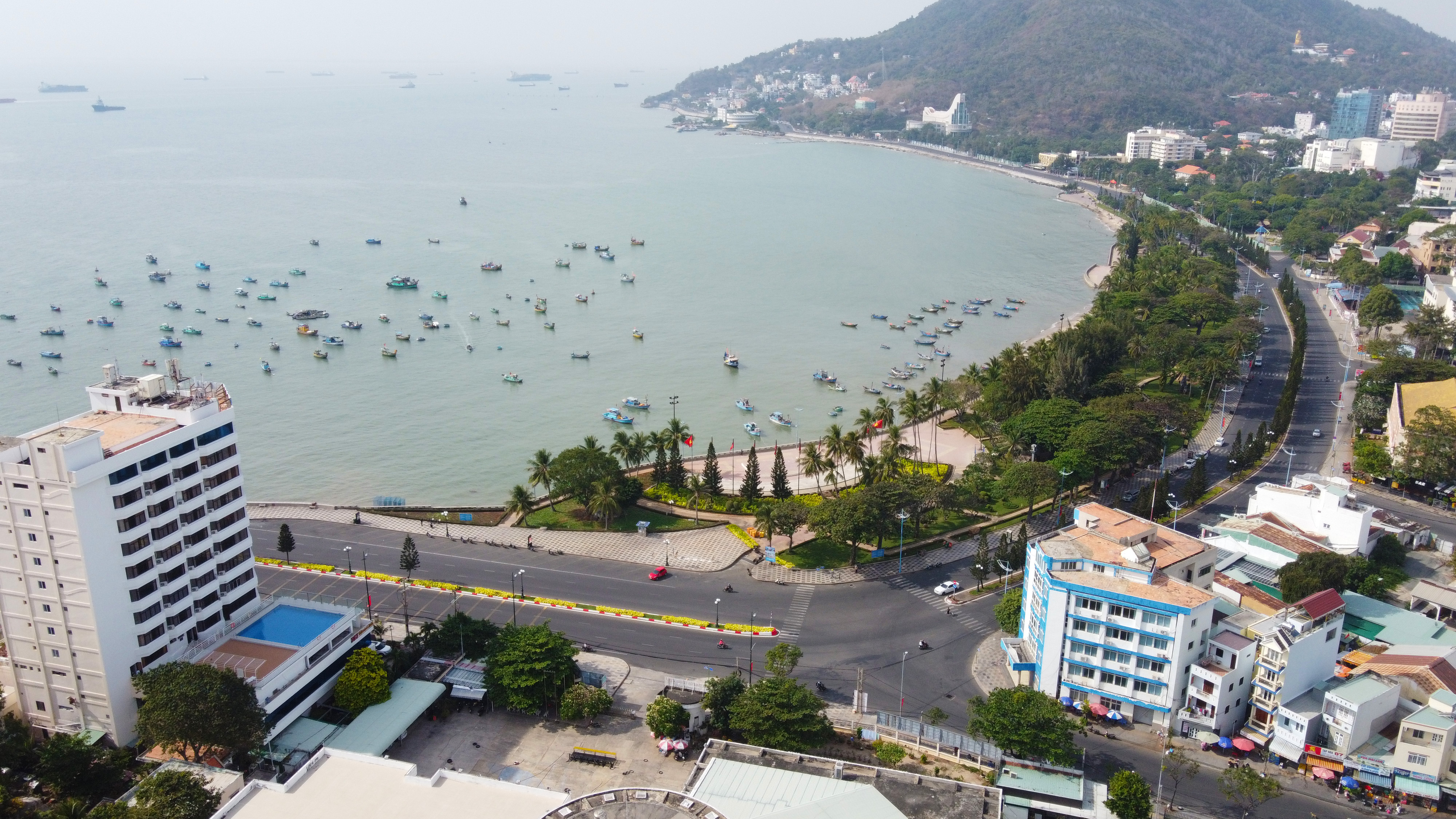
Công viên Bãi Trước chụp từ trên cao

Công viên Bãi Trước là khuôn viên xanh rộng khoảng 3ha toạ lạc ở bờ vịnh Hàng Dừa. Trong công viên có hơn hàng chục cây dừa cùng 41 tượng điêu khắc nằm rải rác trong các ô cỏ. Đây là một trong những điểm đến thu hút đông đảo người dân địa phương và khách du lịch bởi khung cảnh thiên nhiên hiền hòa, thoáng đãng và khí hậu trong lành.
Công viên Quang Trung nằm đối diện Bãi Trước là công viên cảnh quan kết hợp giải trí. Phần phía Tây của công viên này là Đường sách Vũng Tàu.
Công viên Lê Quý Đôn vốn là cô nhi viện đã bị giải toả, hiện đã chỉnh trang lại thành công viên xanh.
Khuôn viên Chợ Vũng Tàu cũ nằm giữa hai đường Trưng Trắc và Trưng Nhị đã chuyển thành công viên, quảng trường đi bộ, gọi là Quảng trường Trưng Vương. 

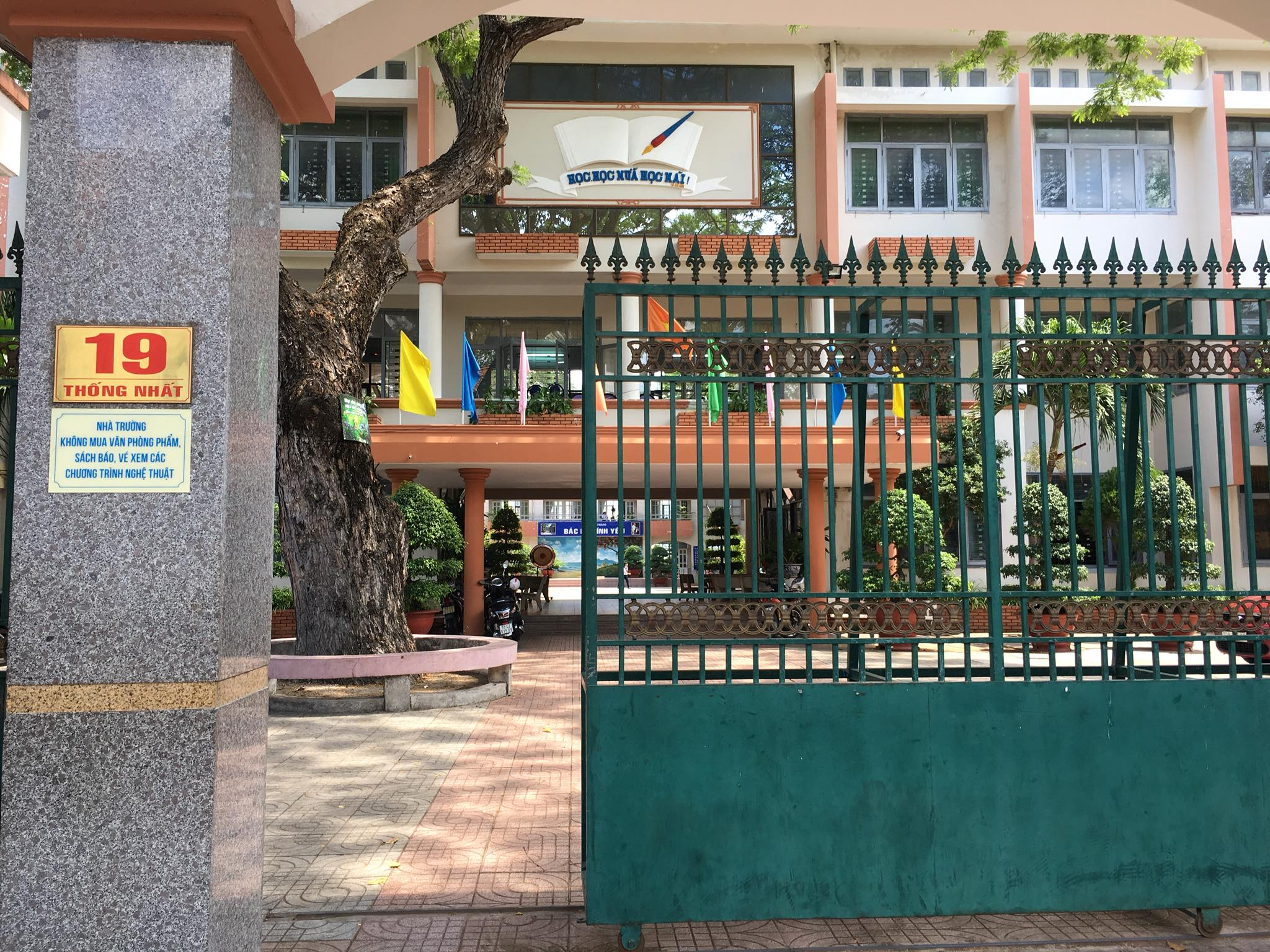
Cổng trường THCS Vũng Tàu

### Giáo dục
Trên địa bàn phường có 2 trường tiểu học là Đoàn Kết và Hạ Long và 2 trường trung học sơ sở là Vũng Tàu và Châu Thành. Ngoài ra còn có 1 cơ sở đào tạo hướng nghiệp và 1 trường mầm non công lập (trường Mầm non Ánh Dương) trên địa phường của phường.
Trường tiểu học Hạ Long có tiền thân là trường Nữ tiểu học thành lập trước năm 1975. Sau khi Vũng Tàu kết nghĩa với TP Hạ Long năm 1976, trường được đổi tên thành Tiểu học Hạ Long, sau là Cấp I-II Hạ Long. Năm 1991, khối trung học cơ sở tách ra và chuyển về trường Trung học Cơ sở Vũng Tàu, thì trường chỉ còn là Tiểu học Hạ Long như ngày nay.
Trường THCS Vũng Tàu có tiền thân là khối cấp II của trường Cấp I-II Hạ Long. Địa điểm của trường vốn là Trường Trung học Vũng Tàu, thành lập năm 1954 bởi ông Lê Văn Cang, Trưởng Ty Giáo dục Vũng Tàu và ông Khưu Văn Ba, tỉnh trưởng. Đây là trường trung học công lập đầu tiên của Thị xã Vũng Tàu khi đó, đào tạo các lớp từ Đệ Thất (lớp 6) đến Đệ Nhất (lớp 12). Sau năm 1975, trường ngưng tuyển sinh khối THCS, chỉ còn đào tạo khối cấp III, và đến năm 1991, toàn bộ trường này đã dời sang địa điểm mới trên đường Thống Nhất, phường 8 ngày nay. Đội ngũ Ban giám hiệu, giáo viên và học sinh khối Cấp II của trường Hạ Long chuyển sang cơ sở 19 Thống Nhất, lập ra Trường THCS Vũng Tàu.
Trường THCS Châu Thành vốn được thành lập từ Trường Trung học Thánh Giuse. Đến năm 2011, trường chuyển sang trụ sở cũ của Trường THPT Chuyên Lê Quý Đôn, ở số 52 Nguyễn Du, sau khi trường này chuyển sang trụ sở mới ở Đường 3 Tháng 2.
Thư viện tổng hợp thành phố Vũng Tàu được đặt tại đường Lý Thường Kiệt là thư viện duy nhất của thành phố.

### Y tế
Bệnh viện Vũng Tàu là bệnh viện đa khoa công lập của thành phố Vũng Tàu hình thành năm 1939, hiện toạ lạc tại số 22 Lê Lợi, phường 1.

## Văn hoá

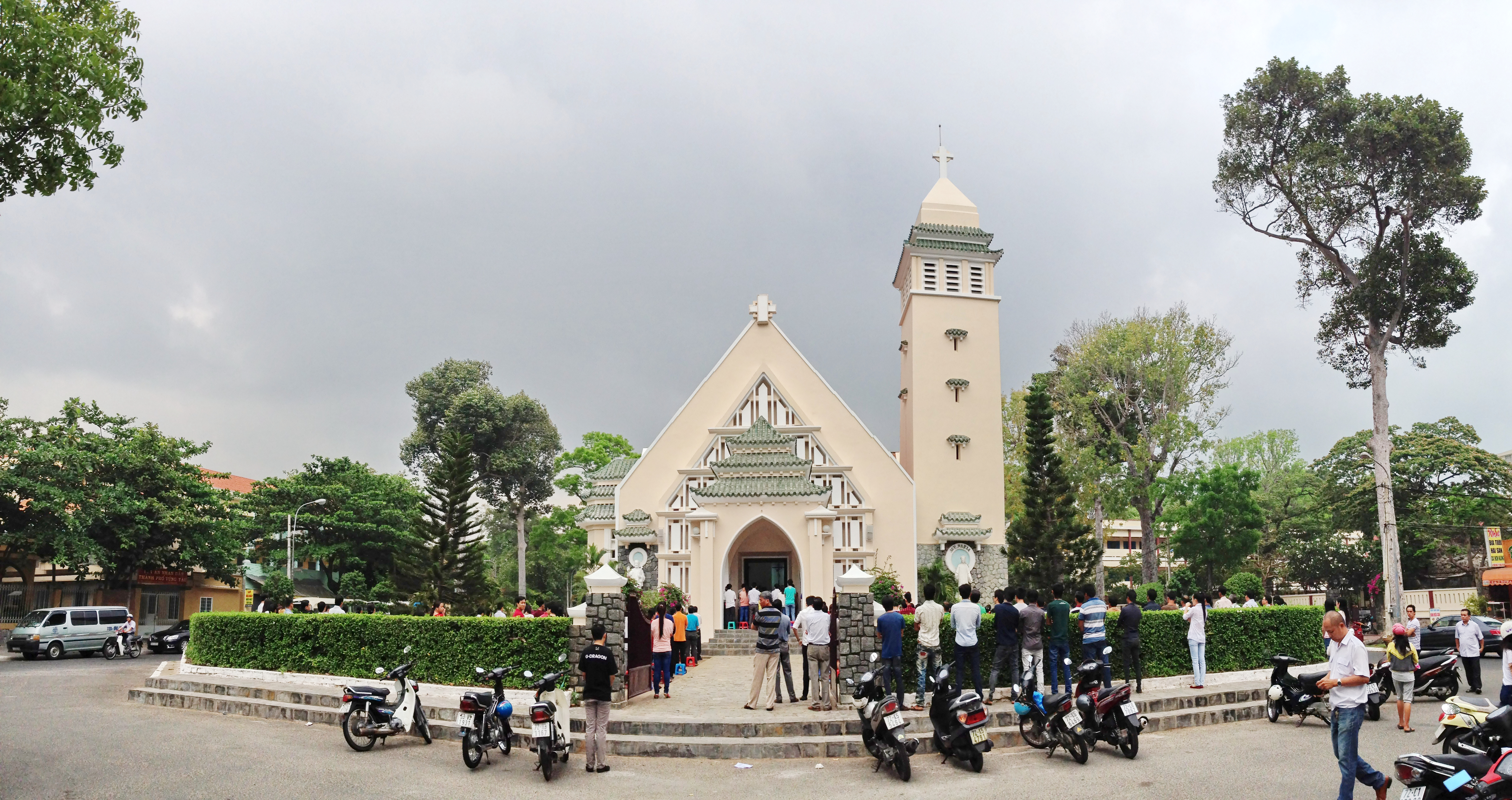
Nhà thờ Vũng Tàu

### Cơ sở thờ tự
Nhà thờ Vũng Tàu tọa lạc trên đường Thống Nhất là nhà thờ Công giáo cổ nhất của thành phố Vũng Tàu. Tòa nhà được xây dựng theo kiến trúc Đông Tây kết hợp, và là nhà thờ chính của giáo hạt Vũng Tàu thuộc giáo phận Bà Rịa. Phía sau nhà thờ là Nữ tu viện Thánh Phao lô.
Phật giáo có 4 cơ sở thờ tự toạ lạc trên sườn Núi Lớn gồm: Chùa Vĩnh Nghiêm, Chùa Tam Bảo, Chùa Bồ Đề (hệ phái Nam Tông) và Chùa Bà Thiên Hậu Sùng Chính (chùa của người Hoa)

### Bảo tàng
Là trung tâm thành phố, phường 1 có nhiều địa điểm văn hoá, giải trí lớn:
- Khu di tích Bạch Dinh nguyên là dinh thự của toàn quyền Pháp tại Đông Dương. Hiện nay nơi này là được dùng làm bảo tàng.
- Nhà Cách mạng Bacu: trên đường Bacu gần Quang Trung. Đây nguyên là trụ sở Việt Minh sau Cách mạng Tháng Tám.
- Bảo tàng Vũ khí cổ Robert Taylor là bảo tàng tư nhân đầu tiên ở Việt Nam do một cựu binh Úc sáng lập. Nơi đây chuyên trưng bày các vũ khí Châu Âu và Việt Nam từ cổ đến hiện đại.
- Bảo tàng thành phố Vũng Tàu: ở góc đường Quang Trung và Thành Thái là bảo tàng lịch sử xã hội do Sở Văn hoá tỉnh quản lý.

### Văn hoá - giải trí
Trên địa bàn phường có 4 rạp hát. Trong đó, Điện Biên và Duy Tân là hai rạp hát được xây dựng từ nhiều năm trước. Rạp Măng Non gần như bỏ hoang không còn ai sử dụng. Hiện tại rạp chiếu phim duy nhất là CGV Lam Sơn, được đặt tại Trung tâm thương mại Lam Sơn Square.
Sân vận động Lam Sơn, sân vận động duy nhất của thành phố Vũng Tàu, toạ lạc trên đường Lê Lợi, ở phía Tây của phường. Đây cũng là sân tổ chức đua chó lớn nhất Đông Nam Á.
Cáp treo Hồ Mây Park là công trình cáp treo hiện đại nối Hòn Rù Rì với khu du lịch Hồ Mây trên đỉnh núi Tương Kỳ.

## Danh nhân
- Nhạc sĩ Hoàng Hà (1929-2013), từng sinh sống trên đường Lê Quý Đôn cho đến khi qua đời.

## Hình ảnh

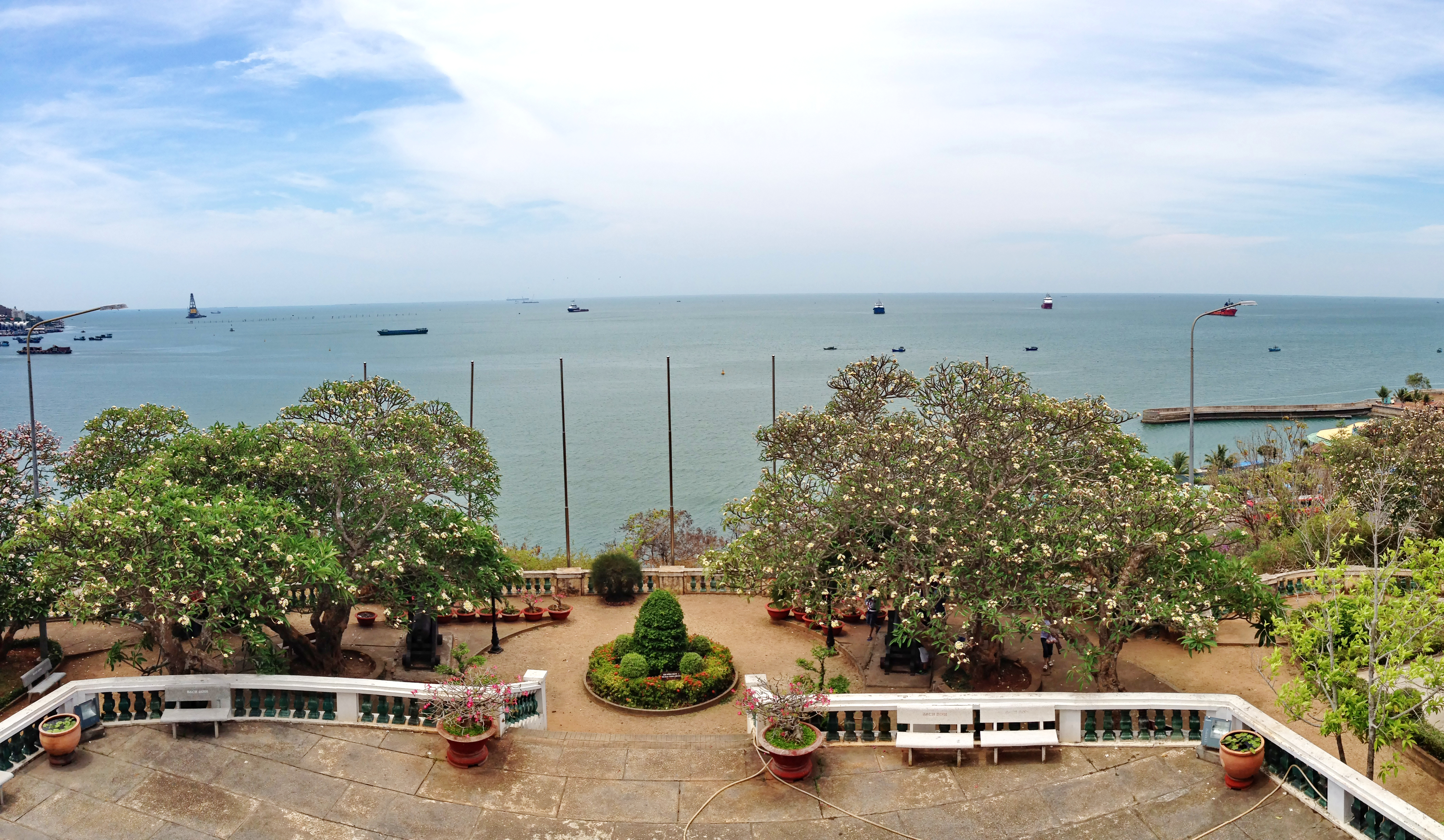
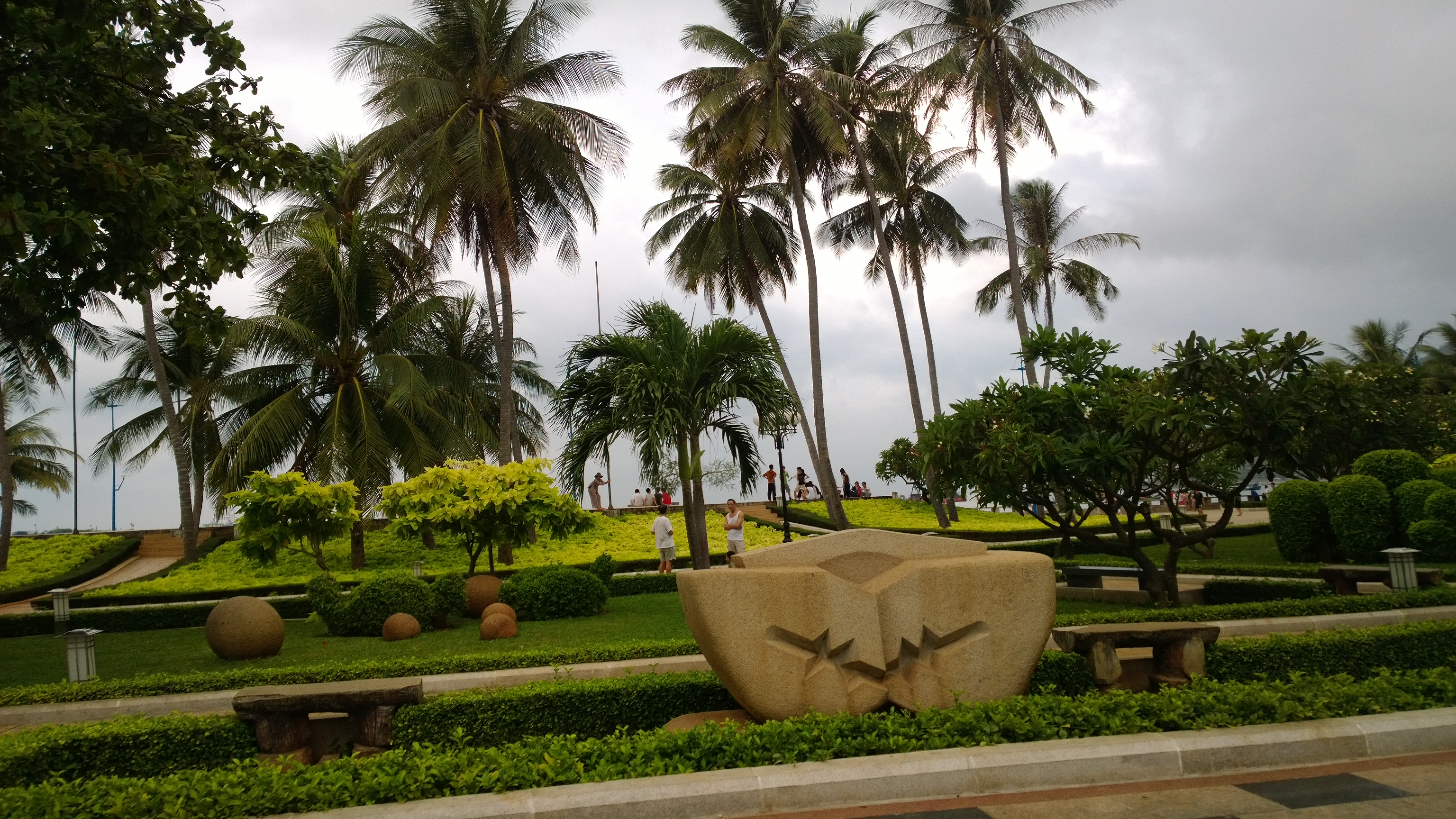
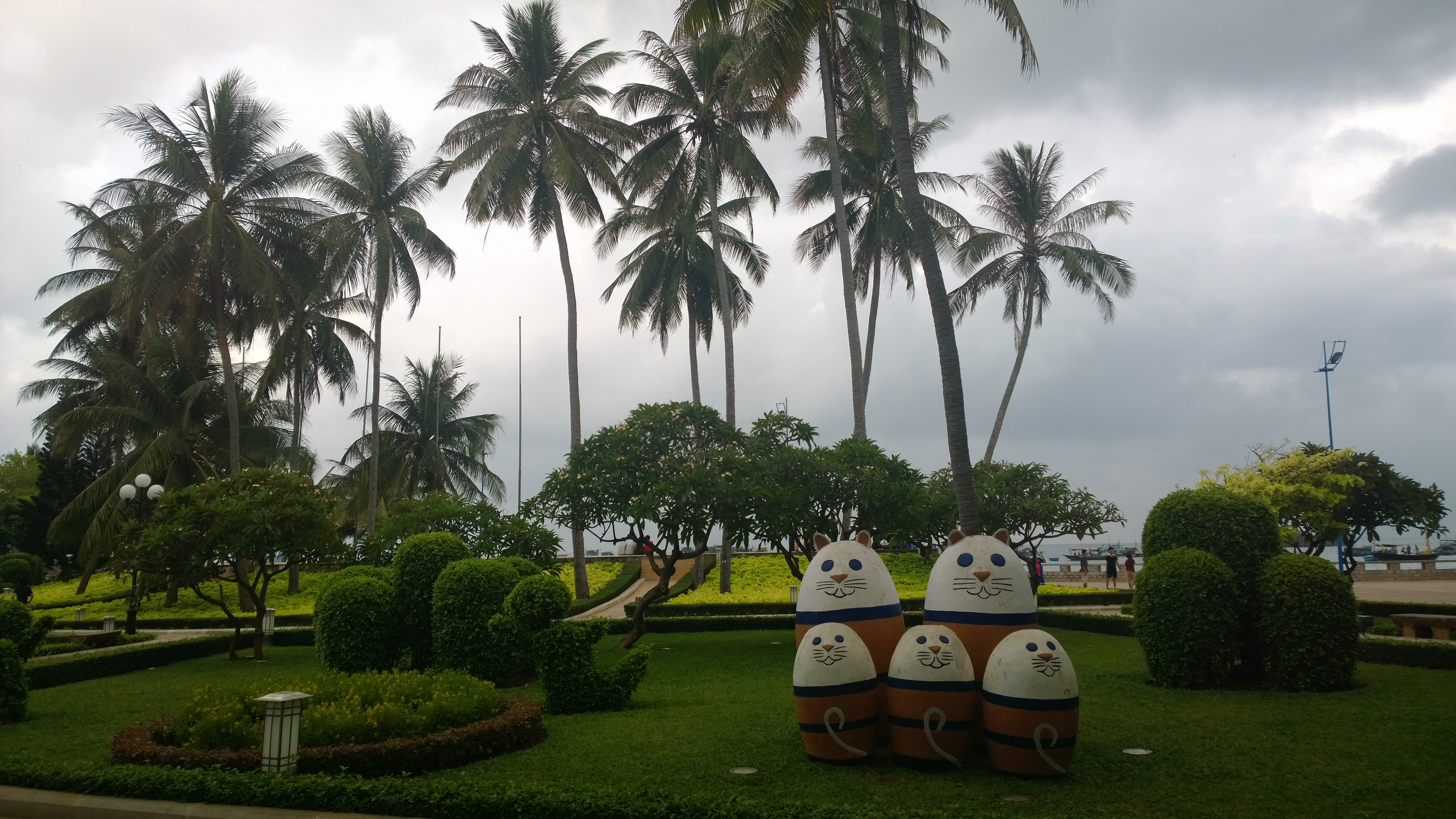
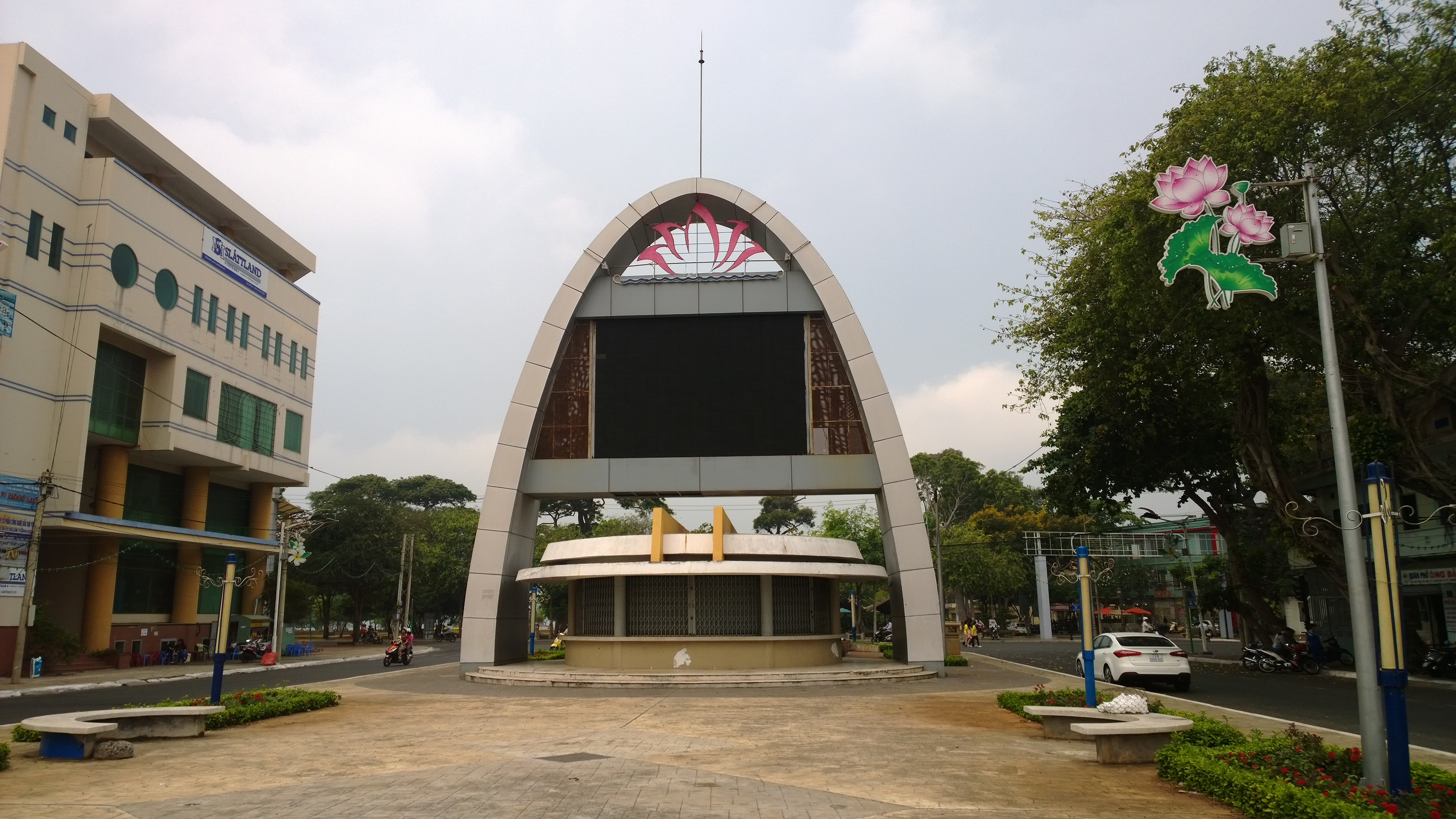
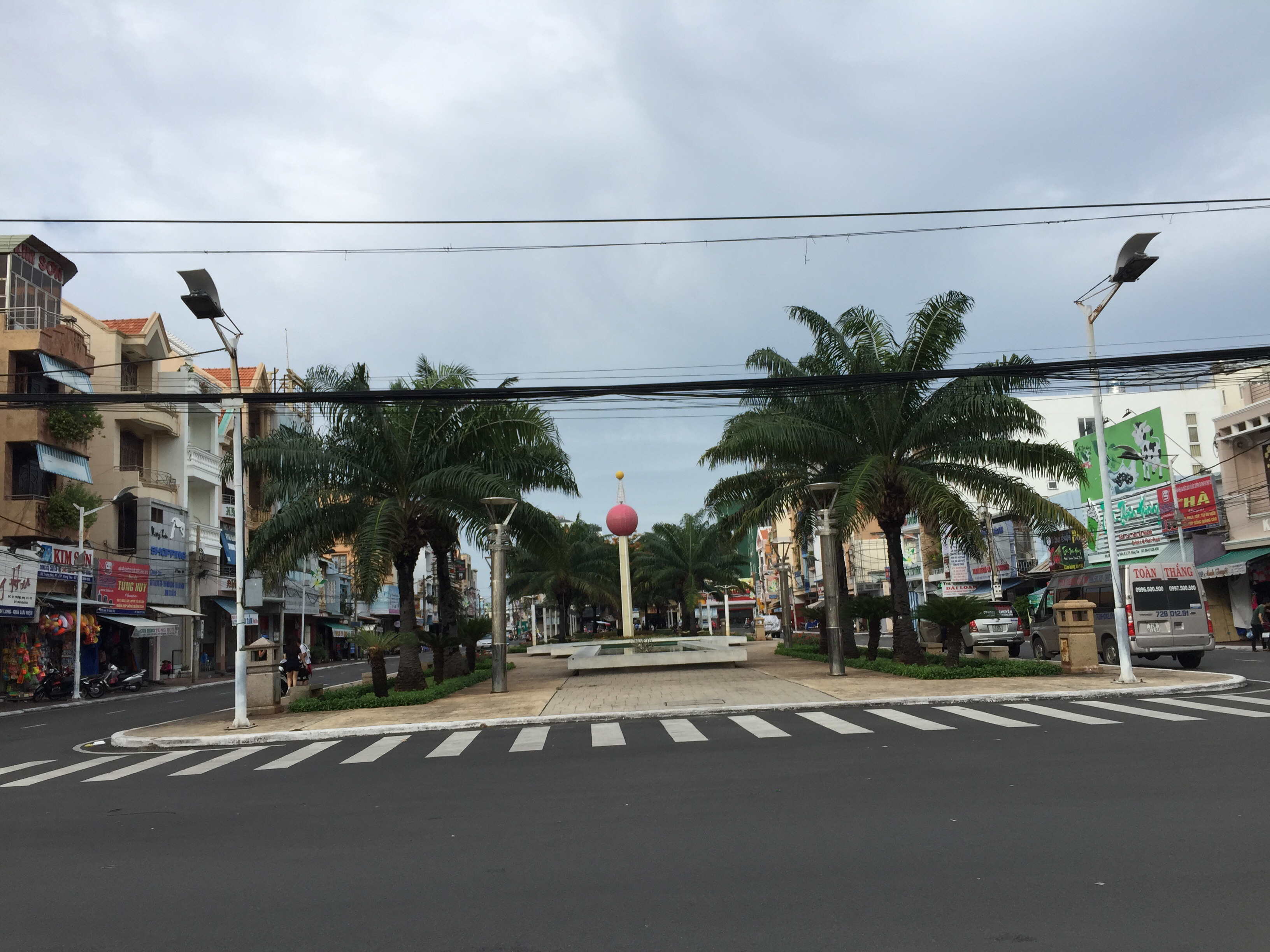
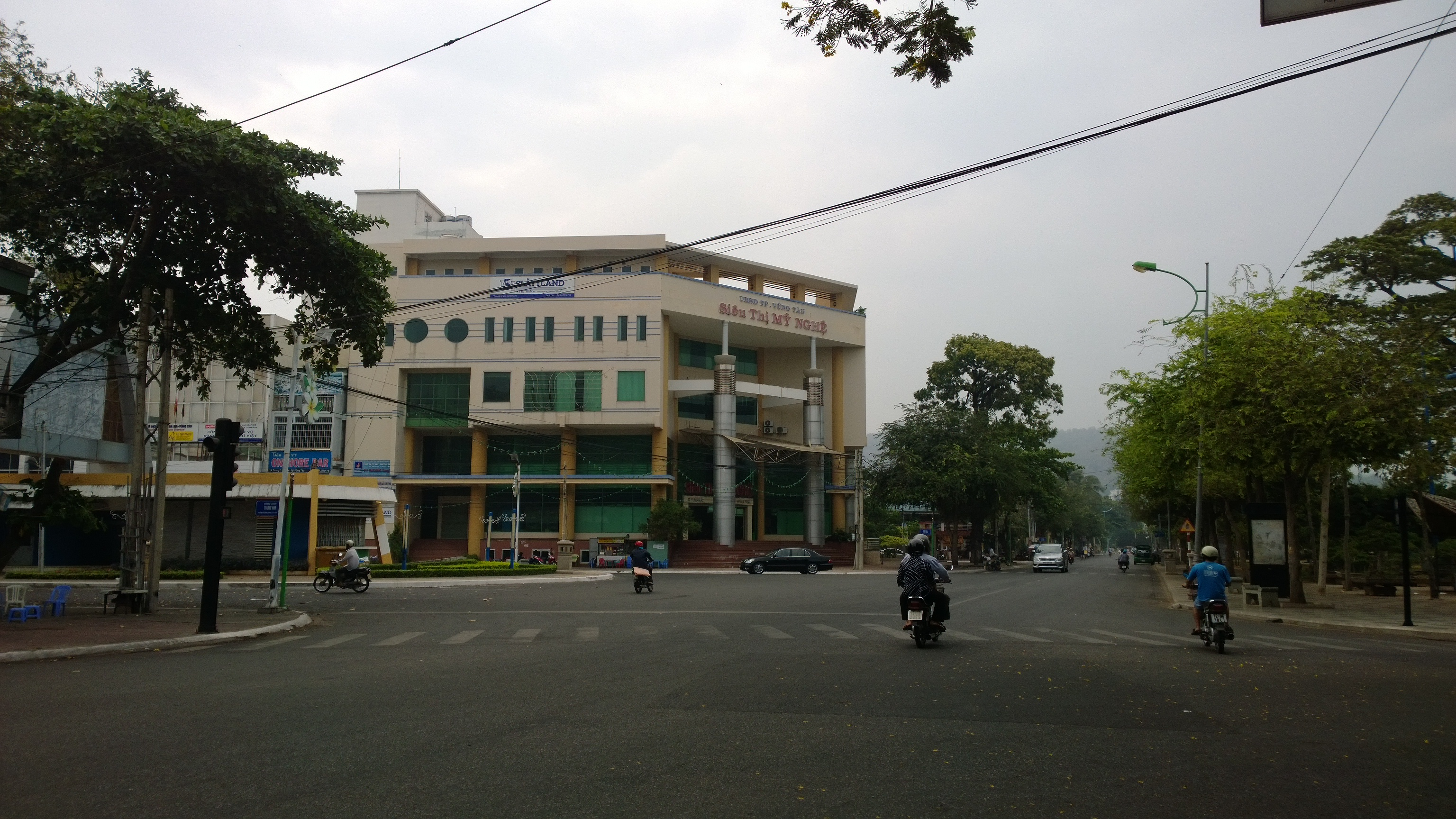